# Duki
Mauro Ezequiel Lombardo Quiroga (Almagro, Buenos Aires; 24 de junio de 1996), conocido artísticamente como Duki, es un rapero  y compositor argentino. Se le acredita el haber popularizado el género del trap a nivel nacional, siendo uno de los precursores de la explosión del trap latino en Argentina. Es nombrado en varios medios como uno de los «Líderes del movimiento urbano» de su país.
Mauro surgió de sus participaciones en las batallas de freestyle, en especial de la competencia El Quinto Escalón, la cual al volverse un fenómeno viral en YouTube, le dio su primera cuota de popularidad cuando se proclamó campeón en 2016. Su victoria le permitió lanzar su primer sencillo "No vendo trap" y trabajar con el productor discográfico Omar Varela meses después. En 2017, irrumpió en la escena musical argentina gracias a su primer sencillo que se posicionó en el top 10 de las listas de éxitos, «She Don't Give a FO»,en ese año comenzó a formar parte del supergrupo Modo diablo junto a los raperos YSY A y Neo Pistea, cuyos sencillos «Quavo» y «Trap N' Export» ayudaron a popularizar y formar un masivo culto de seguidores alrededor del género del trap en Argentina.
Tras romper su relación con Omar Varela, en 2019 Lombardo lanzó su álbum de estudio debut, Súper sangre joven, de manera independiente, que fue certificado platino en Argentina, y que contuvo sus exitosos sencillos «Goteo» y «Hitboy». Fue seguido por Desde el fin del mundo (2021), el cual marcó su primer número 1 en álbumes digitales en Argentina, y que también fue certificado platino. En 2022 lanzó la secuela de Temporada de reggaetón y tras albergar cuatro fechas en el Estadio José Amalfitani, se convirtió en el primer artista de su género en lograr un concierto en un estadio en su país. En 2023 lanzó su cuarto álbum de estudio, Antes de Ameri.
Fue nominado por su sencillo «Goteo» y su colaboración en el álbum YHLQMDLG del puertorriqueño Bad Bunny en la canción «Hablamos Mañana» para los Premios Grammy Latinos 2020. Fue el artista argentino más escuchado en el mundo en Spotify durante 2021, según la revista Rolling Stone.

## Biografía
Mauro Ezequiel Lombardo nació el 24 de junio de 1996 en Almagro, Buenos Aires, siendo el segundo hijo de Sandra Quiroga Pérez, una abogada, y Guillermo Lombardo, un diseñador gráfico. Posee ascendencia irlandesa e indígena por su madre e italiano y austrohúngaro por su padre. Su hermano mayor, Nahuel, es especializado en ingeniería de sonido, y su hermana menor, Candela, actúa como parte de su personal de trabajo. Mauro se crio en La Paternal luego de que sus padres se divorciaran, y a pesar de haber concurrido a la escuela, jamás acabó la secundaria. Más tarde comentaría acerca de esto: «Era otro nivel de desinterés ya. No conectaba con nadie».
Durante su infancia, tuvo muchas estimulaciones musicales por parte de su familia, escuchando todo tipo de géneros, incluyendo rock nacional, salsa, música disco, pop latino, y punk rock. Los artistas que más escuchaban sus padres eran Virus, Queen, Alejandro Sanz y Luis Miguel, y su hermano era fanático de Luis Alberto Spinetta y Charly García. Antes de descubrir el rap, Mauro era fanático del garage rock y su banda preferida era Linkin Park, por lo que su deseo de pequeño era formar un grupo de rock. Fue a través de Eminem y 50 Cent que empezaría a desarrollar un largo interés por el hip-hop y el rap.
Luego de dejar la escuela, Mauro trabajó como repartidor de comida y en una farmacia. El freestyle le llamó la atención luego de ver una batalla de rap entre los longevos raperos Kodigo y Tata, en una competencia llamada A Cara de Perro del 2010. Poco tiempo después empezó a rimar sobre una base de rap y logró congeniar varias frases, motivandolo para practicar este tipo de estilo. Alrededor del 2012, Mauro empezaría a incursionar en el mundo de las batallas de rap, concursando en diferentes competiciones de Buenos Aires bajo los nombres de "Wanakin" y, de manera definitiva, Duki, inspirado en el personaje animado Doki del canal de dibujos animados infantiles Discovery Kids.

## Carrera musical

### 2013-2016: Inicios y popularidad en las batallas de rap
En 2013, Lombardo participó en su primera batalla de rap, junto a otro rapero llamado Salva, en una competencia llamada Madero Free, donde salió victorioso ante los competidores Monto y Ambro. Lombardo recordaría esa batalla años después como "horrible y desastrosa, pero ganamos". También participó en una competencia underground llamada Unión de Zonas, donde enfrentó junto a Felpa a Dani y Elai. También regresó a Madero Free, donde volvió a enfrentarse a Dani. Luego participó de otras competencias que estaban ganando reconocimiento en Internet como Las Vegas Freestyle y Refugio. También por esta época sería parte de su primera crew, Atuanorinos Tripulación. Alrededor del 2015, empezaría a aparecer en El Quinto Escalón, una competencia que empezaría a popularizarse de manera desenfrenada, y que además lo catapultaría a ser uno de los freestylers más reconocidos por su flow y puesta en escena.
El Quinto Escalón

Para 2016 Duki ya sería uno de los participantes más concurrentes del Quinto Escalón, que a mediados de ese año se volvería un fenómeno viral en YouTube. En la sexta fecha, Duki se coronó campeón por primera vez al vencer al rapero Nacho en la final, lo que le valdría su primera cuota de popularidad en la escena. Juan Goldeberg, conocido como Juancín, uno de los jurados del Quinto Escalón, describió la victoria de Duki esa noche:
«El talento y la mezcla de técnicas, flow y musicalidad que aportaba Duki era fenomenal, y el Quinto se lo hacía apreciar. [...] Es increíble como muchas frases de Duki se resignifican ahora. Muchas de sus rimas hacen ver que tenía sus metas claras de hace mucho tiempo».
El premio de esa fecha era la oportunidad de grabar una canción en un estudio, llamado Boom Box. Alrededor de esta época, también fundaría su primera crew, Super Sangre Joven, junto a otro rapero llamado MKS. Junto a él, formarían una de las duplas más reconocidas en la competencia.
«No vendo trap»
En noviembre del 2016, Duki daría su primer paso hacia su carrera musical, lanzando el sencillo «No vendo trap» en YouTube, producto de su sesión ganada luego de vencer en El Quinto. La canción tuvo un gran atención en las redes sociales por su renombre en las batallas de rap, y a la semana ya había cruzado la barrera del millón de visitas. Duki y Warrobit, el encargado del mastering de No vendo trap, le habían pedido el beat a Pa$ha, un productor francés que les concedió los derechos de la instrumental gratis pero que, al ver que la canción había conseguido números exorbitantes en tan poco tiempo, decidió denunciarlos en YouTube por copyright y la plataforma bajó el video. Mientras los integrantes de El Castillo apelaban la denuncia de Pa$ha, Duki empezó a cranear el siguiente tema junto a Klave, «Txdx Violeta», que si bien no tuvo los mismos resultados del primero, dejó en claro que Duki estaba empezando a apartarse de las batallas de rap y empezando a moldear su carrera musical.

### 2017-19: #ModoDiablo ySúper sangre joven
F«She Don't Give a FO»
Para fines del 2016 e inicios del 2017, Duki continuaría participando en el Quinto Escalón. Con la competencia ya siendo la más renombrada de toda Latinoamérica, Duki formaría parte de las batallas más virales del torneo junto a MKS. Una de las batallas más virales sería contra Beelze y Paulo Londra, que en ese momento era el enfrentamiento de los dos participantes con las canciones más virales del momento, con «Relax» de Londra y «No Vendo Trap» de Lombardo. La final de esa fecha enfrentarían a Duki y MKS contra Klan y Replik, que sería la última participación del primero en una batalla en plaza, y sería una de las más reconocidas y vistas de la historia de la competencia.
Gracias a su creciente popularidad, Duki empezó a componer y producir varias canciones para poder lanzar su carrera musical. En el estudio de BoomBox empezó a colaborar con el productor discográfico Omar Varela del sello MUEVA Records. La primera canción lanzada producto de esta colaboración fue «Hello Cotto», que alcanzó los 15 millones de reproducciones en las primeras semanas desde su estreno en septiembre de 2017. En noviembre, sacaría «She Don't Give a FO», en colaboración con Khea, que alcanzó el puesto 7 en la lista de éxitos de Argentina, y fue certificado como oro por la PROMUSICAE de España. Dos semanas después, participaría del sencillo «Loca» de Khea y Cazzu, y que sería la primera canción de trap argentino que sobrepasaría las 100 millones de reproducciones de YouTube (y más tarde, la de 200 millones), alcanzando el tercer puesto en el ranking de Argentina, y siendo certificado oro por la RIAA. El último sencillo que lanzó en 2017 (y también el primer videoclip lanzado a principios de 2018 en su canal de YouTube) fue «Rockstar», el cual terminó de esclarecer el nuevo posicionamiento del género de trap en Argentina.
Modo Diablo con Ysy A y Neo Pistea

Durante el verano del 2018, Duki dio más de 40 fechas de conciertos en boliches de Punta del Este y Villa Gesell, que lanzaron aún más su popularidad, llegando a cobrar más de 100.000 mil pesos por show. En febrero debía dar un show en General Pico, pero Lombardo se fue sin dar el concierto con las entradas ya vendidas, debido a que los organizadores se retrasaron con el pago para el cantante. Lombardo más tarde aclaró que «no había visto un peso». Más adelante, rompería su contrato con MUEVA, ya que se pelearía con Omar Varela porque el cantante quería que el productor fuera su DJ durante sus shows, pero este último se negó. Durante este tiempo, Duki sacaría «Si te sentís sola», que superaría los 12 millones de visualizaciones en YouTube a tan solo diez días de ser publicado, y que alcanzaría el puesto 9 en el ranking de Argentina por la CAPIF.

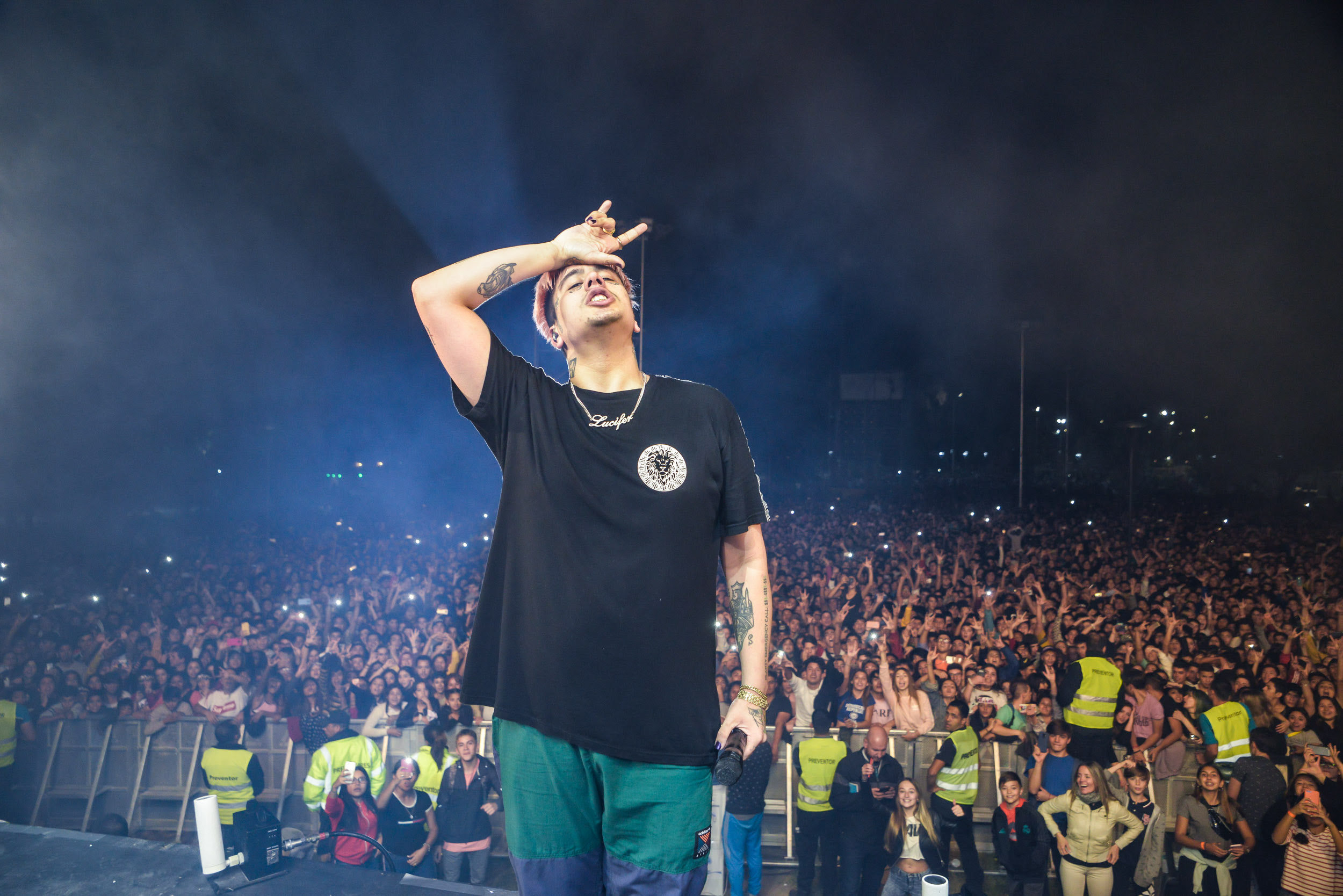
Duki en un concierto haciendo cuernos con sus manos en representación al grupo de Modo Diablo

Mientras que el sencillo «Loca» sale nuevamente con su remix y con la participación del cantante puertorriqueño Bad Bunny, que le daría 100 millones de reproducciones más a la canción, Duki lanzó «Quavo» bajo el nombre de su nuevo grupo de trap Modo diablo, junto a los raperos Neo Pistea e YSY A. En ese momento, Lombardo y su equipo decidieron dejar de actuar en boliches y empezar a hacerlo en obras de teatro y festivales. Para marzo, dieron su primer show en el Gran Rex, donde agotaron las entradas. En mayo, Duki participó de los Premios Gardel junto a una orquesta, donde compuso su sencillo «Rockstar», una actuación polémica y que fue criticada por Charly García por su fuerte utilización del auto-tune. En abril lanzó el sencillo «Hijo de la noche», junto a Ysy A y C.R.O, que alcanzó el noveno puesto en las listas de Argentina. Durante esta época, Duki desarrollaría varias adicciones a pastillas mientras vivía en una mansión alquilada denominada como "La Mansión" en la calle Antezana 247, Villa Crespo junto a los otros integrantes de Modo Diablo. Sin embargo, ese mismo año, se acabaría yendo de esa localidad debido a su independencia a las drogas, y antecedentes como ataques de pánico.
Después de rechazar a las discográficas de Sony y Universal, llenó un Luna Park, realizó una gira por España, fue jurado de la final internacional de Red Bull Batalla de los Gallos y también fue portada de la revista Rolling Stone. Para finalizar el año, Duki colaboraría con el artista chileno DrefQuila para lanzar «Sin culpa», un sencillo con una fusión entre reguetón y trap y que marcó su primer sencillo en posicionarse en el puesto n°6 de la lista Billboard Argentina Hot 100.
A principios del 2019, Duki lanzaría sus sencillos «LeBron», y «Trap n' Export» (bajo el nombre de #ModoDiablo). Sin embargo, los integrantes de la agrupación decidieron separarse momentáneamente para tomar sus propios caminos. El 23 de febrero del 2019, estuvo en el primer festival de trap argentino, encabezado por el mismo Duki, y junto a Bad Bunny, Khea, Cazzu, Ecko y Kidd Keo. En marzo, fue parte de la mega colaboración del remix del sencillo de Neo Pistea, «Tumbando el club», que debutó en el puesto 3 de la lista Argentina Hot 100. Para junio, lanzó el tema para la tercera temporada de la serie de televisión argentina El marginal junto a Vicentico.
Debut discográfico
El 5 de junio, Lombardo lanzó «Hitboy» junto a Khea, que sería el primer adelanto de su próximo álbum, el 6 de agosto publicó el sencillo «Goteo» tema el cual fue nominado a la categoría de "Mejor Canción Rap/Hip-Hop" en los Premios Grammy Latinos 2020, que sería su segunda canción mejor encabezada en la listas de Argentina, alcanzando el puesto n°10 de la lista Billboard Argentina Hot 100. Además lograría entrar entre los 10 primeros puestos de las listas de España, realizando también una gira y agotando todas las entradas de sus shows en ese país.

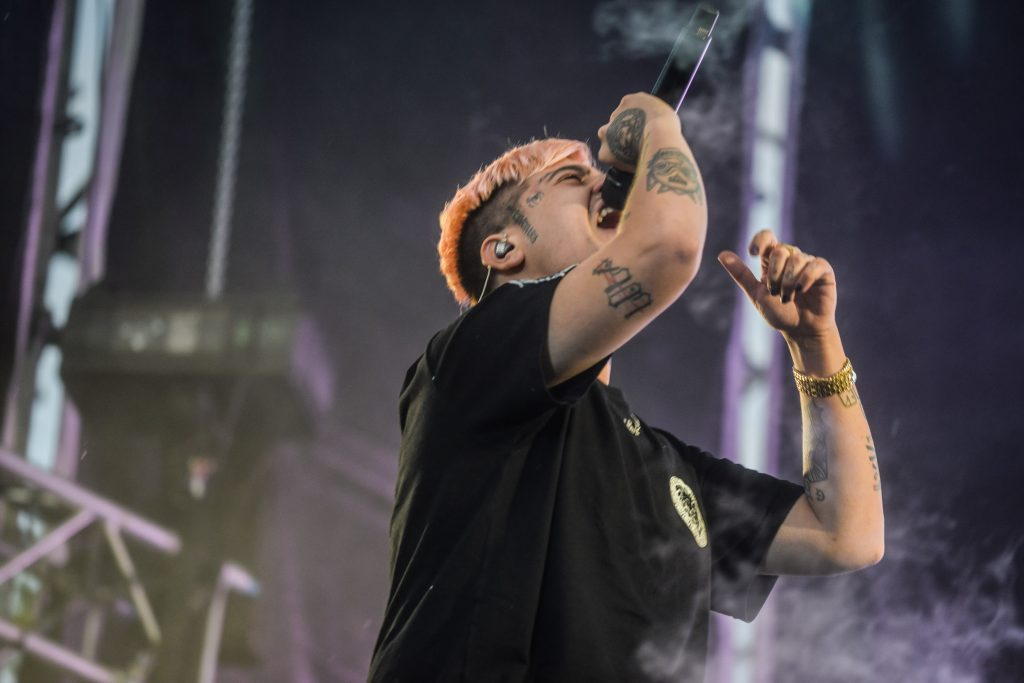
Duki dando un show en la Provincia de Mendoza, 2019.

En septiembre, tuvo una gira en Estados Unidos por Nueva York y Wisconsin que, según Lombardo, salió mal, comentando: «Toqué mal, nadie me conocía y me deprimí. Estaba insultando a mi equipo desde arriba del escenario». Después Lombardo aseguró que se dio cuenta de que debía profesionalizar más su carrera, e integró a sus miembros familiares a su equipo de trabajo.
El 17 de octubre lanzó «A punta de espada» junto a YSY A, que consto en un filme dirigido por Alvaro Stocker que contó con la participación de Neo Pistea, el sencillo sería el primer adelanto oficial del disco que lanzaría en noviembre. Dos semanas después publicó «Te traje flores», un trap pesado que sería el último adelanto de su disco.
El 1 de noviembre de 2019 publicó su primer álbum de estudio: Súper sangre joven, que fue lanzado a través de su propio sello discográfico de nombre homónimo. El disco contó con las apariciones de Khea, C. Tangana, Alemán, YSY A, Marcianos Crew, Eladio Carrión y Sfera Ebbasta, y vendió 20 mil copias digitales en Argentina, siendo certificado platino por la CAPIF. Como otros sencillos del disco, saldrían «Te traje flores» y «A punta de espada», todos entrando en la lista de Argentina Hot 100. El álbum contó con fuertes influencias de trap estadounidense, pero también incluyó géneros como tango, R&B, rock y variantes de reguetón. Tuvo una recepción variada, con algunos notando la versatilidad de Duki, y otros criticando la poca composición del disco.
En noviembre volvió a encabezar el Buenos Aires Trap junto a Khea y C. Tangana. Para diciembre, Duki insinuó con retirarse a través de su cuenta de Twitter, criticando a la industria musical. En ese mismo mes, colaboró únicamente con Midel en el sencillo «Cara de Diablo», en un trap clásico en el que destacó sus tonos en un videoclip de campo. Para fines del 2019, fue incluido en tres de las diez canciones más escuchadas en Argentina durante el año por Billboard.

### 2020-22:Desde el fin del mundo,Temporada de Reggaetóny éxito comercial
Para 2020, Duki anunció que se enfocaría en lanzar canciones más producidas, y menos sencillos. A principios del año participó en el álbum de Bad Bunny YHLQMDLG en el track «Hablamos mañana». Luego sacó los sencillos «EO EO» y «Por mi nombre», experimentando con el subgénero drill del trap. A mediados de 2020, lograría dos nominaciones a los premios Grammy Latinos en las categorías «mejor canción de rap/hip hop» por «Goteo», y «mejor fusión/interpretación urbana» por su colaboración en «Hablamos mañana». El 24 de junio, el día de sus cumpleaños, lanzó un EP de 24 minutos de duración llamado 24, que contó con ocho canciones, y que demostró una producción más experimental y elaborada por parte de Duki. El 29 de agosto formó parte del remix del sencillo «Pininfarina» de Rei, junto a Neo Pistea, que alcanzó el puesto 33 de Argentina Hot 100. Durante octubre, e inspirado por una entrevista que le realizaron meses antes en su restaurante italiano favorito, estrenó una serie de entrevistas en YouTube llamadas Fideos con Duko, donde entrevistó a artistas como Homer el Mero Mero, Obie Wanshot y Lucho SSJ, y a su propia madre en un especial por el Día de la Madre. A fines de año, Duki viajó a Estados Unidos para producir su nuevo disco, que anunció que lanzaría alrededor de principios del 2021. Más tarde, en sus historias de Instagram, anunciaría que el primer sencillo de su álbum saldría la última semana de enero, y que el disco completo sería lanzado en abril.
Desde el fin del mundo
El 28 de enero, lanzó «Muero de fiesta este finde» junto al artista Ca7riel, el primer sencillo de su próximo álbum. El 15 de febrero, Duki tuiteó en su cuenta oficial que el disco contaría con 18 canciones. El 4 de marzo, fue incluido en el remix del sencillo de Rusherking y Tiago PZK «Además de mí», junto a Khea, Lit Killah y María Becerra, y el cual alcanzó el puesto 1° en la lista Billboard Argentina Hot 100, además del vídeo musical que sumó más de 300 millones de visualizaciones en YouTube. El 16 de marzo, Duki sacó el segundo sencillo de su próximo álbum, titulado «Chico estrella», que alcanzó el puesto 21 en Argentina Hot 100. El 28 de marzo, Khea confirmó a través de Twitter una nueva colaboración entre ambos para un sencillo titulado «Wacha», cuyo vídeo oficial fue lanzado el 1 de abril. El sencillo alcanzó su pico en el puesto 3 de la lista Argentina Hot 100 de Billboard. Durante abril, formó parte de una serie de colaboraciones junto a la NBA, lanzando una sesión de freestyle a través de su canal de YouTube.
El 22 de abril se lanzó Desde el fin del mundo, producido en su mayoría por Asan y Yesan, y que contó con una amplia lista de colaboradores: YSY A, Rei, Lucho SSJ, Farina, Lara91k, Bizarrap, Pablo Chill-E, Obie Wanshot, Julianno Sosa, Neo Pistea, Young Cister, Tobi, KHEA, Pekeño 77, Mesita, 44 Kid y Franux BB. El álbum esta totalmente basado en el trap, pero también experimenta con otros géneros, como electro dance, drill y rock punk. Tuvo una mejor recepción que su predecesor, contando con críticas positivas, alabando la maduración de Duki, pero algunos criticando algunas canciones que parecieron de «relleno». El álbum entró en la lista Top 10 Global Album Debuts de Spotify en el puesto 3. La semana siguiente, estrenó las visuales de las 18 canciones del disco en YouTube, donde Duki se ve en una habitación junto a todos los colaboradores del álbum cantando o bailando los temas. Las canciones del disco, «Malbec», «Pintao» (junto a YSY A y Rei) y «Cascada» debutaron en el Billboard Argentina Hot 100. En mayo, dio un concierto desde El Calafate, con el Glaciar Perito Moreno como escenografía, en donde interpretó algunas canciones del álbum.
Temporada de Reggaetón y colaboraciones
Luego del lanzamiento del disco, Duki anunció que cerraría la etapa del álbum y que se enfocaría en una faceta más comercial, nombrándola como Temporada de Reggaetón. En junio, participó de los remixes de las canciones «No me conocen» de Bandido, que alcanzó el tope de la lista Argentina Hot 100, y «2:50» de MYA y Tini, que llegó hasta el tercer puesto de la misma tabla. En julio se embarcó en su segundo tour por España. En agosto colaboró en los sencillos «Como si no importara» de Emilia Mernes, «Bailando te conocí» de Rusherking, y «YaMeFui» de Bizarrap y Nicki Nicole. En septiembre Duki lanzó su primer sencillo de su próximo EP Temporada de Reggaetón, «Ley de atracción», que alcanzó el puesto 28 de Argentina Hot 100. En el mes siguiente, lanzaría el segundo sencillo del EP, «Unfollow», con colaboración de Justin Quiles y producción de Bizarrap. Finalmente, el 25 de noviembre de 2021 publicaría Temporada de Reggaeton, junto a los sencillos «Midtown» y «En movimiento», que, como su álbum de a principios de año, también debutó en el puesto 3 en el Top 10 Global Album Debuts de Spotify.
El 13 de mayo de 2022, Lombardo anunció a través de un evento de Twitch junto al periodista Julio Leiva que dará un show en el Estadio José Amalfitani de Vélez Sársfield, siendo el primer artista de la nueva camada de género urbano en Argentina en hacerlo. La primera fecha se agotó en poco tiempo, por lo que anunció otras cuatro más que también fueron sold-out.
El 24 de junio de 2022 sacó la segunda parte del EP, junto a los sencillos «Esto recién empieza», junto a Emilia Mernes, «Si quieren frontear» con De La Ghetto y Quevedo, «Antes de perderte» y «Celosa». En el mismo álbum, también anunció su vuelta al trap para el 20 de julio, con el lanzamiento de su esperado sencillo «Givenchy», llegando hasta el puesto #2 de Argentina Hot 100.
Primer show en un estadio y «BZRP Music Session»
Entre octubre y noviembre de ese mismo año, Lombardo hizo cuatro shows en el Estadio José Amalfitani, en lo que sería una serie de presentaciones con compilaciones de todas las canciones desde que comenzó su carrera. Los shows fueron en las fechas 6 de octubre y 7 de octubre, 11 de noviembre y 12 de noviembre respectivamente. Entre las cuatro presentaciones el artista hizo más de una hora y media de show con invitados como Nicki Nicole, YSY A, Neo Pistea, Paulo Londra, Emilia Mernes, Bizarrap, Khea, Rels B, Lit Killah, entre otros. Los shows fueron reportados como "históricos", al representar la llegada de un movimiento cultural hacia los estadios de fútbol, que antes ostentaban de albergar constantes conciertos de artistas de rock nacional. La reunión de Modo Diablo, tras cuatro años, fue uno de los momentos más destacados por la prensa, críticos y fanáticos por igual.
El 16 de noviembre de 2022, colaboró en la «BZRP Music Sessions, Vol. 50» junto al productor argentino Bizarrap, que debutó en el puesto 3 de la lista global de éxitos de Spotify, convirtiéndose en ambos en los artistas argentinos con el debut más exitoso en la historia de la lista.

### 2023-24:Antes de Ameri, presentaciones multitudinarias en estadios yAmeri
El 26 de enero de 2023, Lombardo colaboró junto al rapero Dano, quien para él una inspiración en su carrera, en el sencillo «Santo grial». El 16 de febrero, Lombardo lanzó «Si me sobrara el tiempo», como el primer sencillo de su próximo álbum. Sin embargo, el 30 de marzo Lombardo escribió en un post de Instagram que su sencillo recién lanzado «Harakiri» sería el primero de su nuevo álbum. La canción fue la primera colaboración con C.R.O tras varios años. Los últimos sencillos estrenados serían «Apollo 13» el 3 de mayo, y «Rockstar 2.0», junto a Jhay Cortez, el 21 de junio. Finalmente, el 22 de junio de ese año, Lombardo lanzó su tercer álbum de estudio, Antes de Ameri. Previamente, Lombardo publicó en Twitter que el disco estaba intencionado para "ser escuchado de principio a fin" y no solo "canción por canción" por ser un álbum conceptual. 13 de las 14 canciones del disco ingresaron en el Top 50 de Argentina de Spotify. El 5 de julio, Duki colaboró en el sencillo «La gringa» junto a los raperos El Alfa y Yandel. De allí hasta fin de año solamente lanzó dos sencillos, uno fue «Troya», que completó los videoclips de su álbum y «Call me maybe» que sería el pie de su próximo álbum: Ameri. Los días 2 y 3 de diciembre de ese año se presentó en el Estadio Monumental en Buenos Aires ante más de 80 mil personas en cada día logrando los shows más convocantes de su carrera. Los shows tuvieron invitados como Modo diablo, Emilia Mernes, Nicki Nicole, Tiago PZK, Bizarrap, Lit Killah, Milo J, entre otros.
El comienzo de su 2024 estuvo compuesto únicamente por sencillos ajenos, primeramente «Cypher MND #16», un drill junto a Mundialista Crew en enero, en febrero «No son klle» junto a los mexicanos Santa Fe Klan y Peso Pluma, en mayo «Manhattan» junto a Nathy Peluso. Estas tres colaboraciones en las que participo Lombardo se posicionaron en las listas musicales de México, Argentina y España. El 8 de junio hizo el show más grande su carrera fuera de su país presentándose en el Estadio Santiago Bernabéu de Madrid, siendo el primer rapero en presentarse en el estadio y también el primero en hacer sold-out con cerca de 70 mil personas presentándose al show. En el show tocó 32 canciones y tuvo como invitados a Nicki Nicole, Rei, YSY A, Neo Pistea, Lucho SSJ, C.R.O, West Dubai, Jhay Cortez y Emilia Mernes.
El 20 de octubre de ese año anunció el lanzamiento de su cuarto álbum de estudio: Ameri, con fecha para el 31 de ese mismo mes, en el tracklist presentó el proyecto con quince sencillos entre los que hay colaboraciones con Myke Towers, Wiz Khalifa, Morad, Arcángel, YSY A, Bizarrap, Milo J, entre otros. Duki se embarcó en la gira mundial el Ameri World Tour en 2025. El argentino se lanza a una gira monumental que comenzó los primeros días de marzo en Bolivia, con actuaciones tanto en Santa Cruz como en Cochabamba. Así las cosas, este 14 de marzo será el momento en que desembarque por primera vez con esta nueva gira en el Movistar Arena de la Argentina, para el que agotó las entradas para los seis shows que allí dará.Tras ello, llegará el tiempo de Uruguay, Paraguay, Colombia, Perú, Ecuador, México, España, Portugal, Alemania, Italia y los Estados Unidos, entre otros destinos. De hecho, ante la demanda arrasadora, ya sumó 14 nuevas fechas en Estados Unidos y Puerto Rico, donde recorrerá 10 ciudades desde el 26 de abril hasta el 18 de mayo, con paradas en Los Ángeles, Nueva York, Miami y San Juan.

### 2025-act: 5202
El 7 de julio de 2025, en medio de su gira musical mundial por su anterior álbum Ameri, lanzó su primer mixtape titulado 5202, una recopilación de 11 canciones grabadas con diferencia de un año, con las colaboraciones de Zell y Clúster. El proyecto, que se basó en videoclips de su anterior gira hasta el año presente, documentó cada instante y plasmó musicalmente una evolución bien recibida por la critica, centrando este en el género trap e incluyendo sonidos de otros géneros como trance psicodélico en el título «Toc Psycho x CRYPTONITA».

## Artística

### Estilo musical e influencias
El género principal de la música de Duki es el trap, el cual es un un género que empezó a crecer exponencialmente a principios de los años 2010, y que Lombardo, junto a otros artistas emergentes argentinos como YSY A y Khea, ayudaron a popularizar en Argentina y Sudamérica. El estilo musical de Lombardo fue recibido con criticas por parte del público y los medios, debido a su voz grave y rasposa, y su frecuente uso del auto-tune. Duki comentó acerca de esto: «Si yo tuviera una linda voz no utilizaría auto-tune. Pero es un software que me permite llegar a notas que no puedo entonar. Es una herramienta». Lucas Garófalo, de la Rolling Stone, comentó: «Fue el tono seco y violento de Duki el que, en una extraña pero palpable conexión con el gen del rock nacional, empezó a sentar las bases del trap de acá, que hoy genera interés en el resto del mundo». Además del trap, Duki experimentó con varios géneros como drill, salsa, R&B, electro-dance, rock y punk, con muchos especialistas alabando su versatilidad. Las líricas de sus canciones envuelven muchos temas de romance, drogas, y situaciones y emociones de su vida ordinaria, con Duki admitiendo que no escribe sus líricas, con la mayoría surgiendo de sesiones de freestyle.
Lombardo se considera a sí mismo un melómano, gracias a las fuertes influencias musicales en su infancia por parte sus padres y hermanos. Comentó que su canción favorita era «Sin gamulán» de la banda Los Abuelos de la Nada. Mientras crecía empezó a escuchar hip-hop estadounidense, en especial a artistas como A$AP Mob, A$AP Ferg, Travis Scott o Dano, que lo influenciaron en su flow, musicalidad y entonaciones. Artistas que han mencionados que han sido influenciados por Duki son Tiago Pzk, Rusherking, María Becerra, Bizarrap, Nicki Nicole, entre otros.

### Imagen

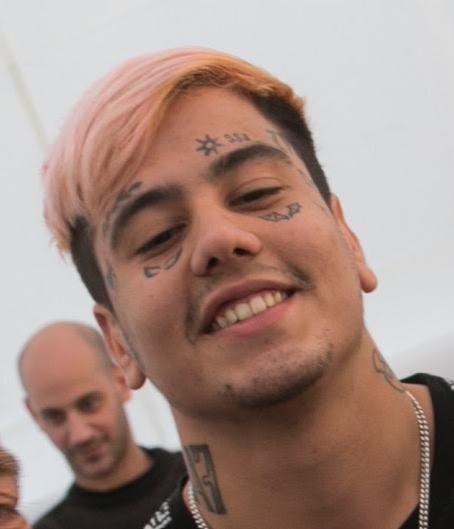
En sus inicios, Duki fue notado en varios medios por su cara tatuada, su pelo teñido y su carácter controversial.

Durante los inicios de su carrera, muchos medios y especialistas consideraron a Duki un artista cuya imagen controversial sobresalía sobre el resto, y que se estaba convirtiendo en un gran fenómeno juvenil en la escena musical argentina, por llevar su cara tatuada, su forma de hablar, donde utilizaba una jerga que se volvió popular entre los adolescentes argentinos, el «Skere», una versión castenillazada del «Esskeetit» («Let's Get It») de Lil Pump y el «Modo Diablo", el nombre de su trío musical junto a YSY A y Neo Pistea, y su forma de posar en las fotografías, copiada del rapero estadounidense A$AP Ferg, donde se enganchaba el cachete con el dedo índice, haciendo alusión a un anzuelo. En referencia a esto, Duki dijo: «Cuando hablo o hablamos de modo diablo, hablamos de todas esas cosas que uno no se permite hacer por miedo, por el miedo a lo que dicen los demás y por la inseguridad de uno. El modo diablo es decirle adiós a ese miedo. Mi música es revolución, el modo diablo es revolución, es el cambio. Cada vez que tengo un show entró en modo diablo y es lo que espero cuando alguien se pone los auriculares para escucharme. La gente tiene miedo a ser lo que es, y hay que entender la idea de diablo cómo todo lo que no somos. Como el yang del ying. El negro del blanco». Sin embargo, su carácter controversial le trajo varias críticas de medios y redes sociales, y Duki comentó acerca de esto, diciendo «la gente tiene una imagen errónea sobre mi, y me culpabilizo por como me mostraba».
Con respecto a la moda, Duki sacó su primera línea llamada ML, formada junto a su hermana. Fue parte de la pasarela de Buenos Aires Fashion Week, junto a otros artistas como Cazzu. También esta asociado a la marca Roberto Sánchez Style y a línea de cadenas 0800 Don Rouch.

## Vida personal
Duki tiene tatuado un Tyranitar en la pantorrilla y una Nube Voladora de Son Gokū en la mano derecha. Por un tiempo padeció una adicción al xanax.
A los 17 años, se hizo un ferviente creyente de la alquimia y el hermetismo, y por eso, su primera crew Los Atuanorinos de Puerto Madero («Atuanorino» es «Onironauta» al revés, quienes son los viajeros de los sueños). También Duki cree ser capaz de ver el aura de las personas, y tuvo experiencias donde pudo ver su propio destino, como cuando en 2016 pudo prever el éxito del Quinto Escalón y su primer sencillo, «No vendo trap»: «Le dije a un amigo que este año el Quinto se va a hacer re conocido, voy a ganar una fecha, y después de eso voy a sacar mi primer tema, que va a tener 300.000 reproducciones». También hace recurrentes apariciones en streamings de varios creadores de contenido argentinos de la plataforma Twitch, en especial junto a Coscu, con quien tiene una longeva amistad.
En cuanto a relaciones sentimentales publicas, Duki estuvo en pareja con la modelo argentina Lola Magnin alrededor del 2017/2018, se desconoce si antes de esa fecha estaban ya en una relación, tan importante fue esta relación para Duki que tiene un tatuaje de ella en su triceps, como también así una canción dedica a ella, llamado "Lola" siendo este uno de sus mayores hits en sus comienzos. Se segunda relación publica fue con Iara Miranda desde 2018 hasta 2019, quien fue su primer pareja pública, participó de sus videoclips como «LeBron» y también le ha dedicado canciones como «Sol y Luna». Durante 2020 fue pareja de la actriz argentina Brenda Asnicar hasta su separación en 2021. Ese mismo año hizo pública su relación con la cantante argentina Emilia Mernes.

## Controversias
En los Premios Gardel 2018, fue invitado a cantar pese a no haber sido nominado en ninguna categoría. Allí interpretó «Rockstar» junto a una orquesta. Cuando subió a recibir su premio, el artista Charly García dijo «Hay que prohibir el autotune» haciendo referencia a Duki, dado que en la presentación cantó usando autotune.

«Si es por mí, Charly me puede decir que soy un mocho de mierda hijo de mil putas, y va a estar todo bien. Lo amo. Lo fui a ver a Vélez en 2009, ese día que no paró de llover, y la rompió. Ahora estoy por sacar un tema («Ferrari») en el que digo: 'Demoliendo hoteles como Charly'. Lo respeto y lo quiero tanto que ni le respondí», sostuvo.

En agosto de 2019, Duki, a través de su cuenta de Instagram, amenazó con golpear a los youtubers Yao Cabrera y Javi Ayul, luego de que estos dos últimos protagonizaran un video musical subido a YouTube donde atacan al trapero, provocando su enojo. Tras el hecho, Duki publicó una serie de historias en su Instagram donde se lo puede ver yendo a la casa de Ayul para pelear, luego de que este último publicara una historia dando su dirección.

## Discografía
| Álbumes de estudio - 2019 - Súper sangre joven - 2021 - Desde el fin del mundo - 2023 - Antes de Ameri - 2024 - Ameri | EPs - 2020 - 24 - 2021 - Temporada de reggaetón - 2022 - Temporada de reggaetón 2 | Álbumes en vivo - 2021 - Vivo: Desde el fin del mundo | Mixtapes - 2025 - 5202 |